# Loučany (Javor)
Loučany jsou malá vesnice, část obce Javor v okrese Klatovy v Plzeňském kraji. Nachází se asi 1,5 kilometru východně od Javoru. Je zde evidováno 14 adres. V roce 2011 zde trvale žilo devět obyvatel.
Loučany jsou také název katastrálního území o rozloze 1,95 km².

## Historie
První písemná zmínka o vesnici pochází z roku 1408.

## Obyvatelstvo
| Rok            | 1869 | 1880 | 1890 | 1900 | 1910 | 1921 | 1930 | 1950 | 1961 | 1970 | 1980 | 1991 | 2001 | 2011 | 2021 |
| -------------- | ---- | ---- | ---- | ---- | ---- | ---- | ---- | ---- | ---- | ---- | ---- | ---- | ---- | ---- | ---- |
| Počet obyvatel | 90   | 79   | 53   | 71   | 73   | 81   | 65   | 34   | 31   | 20   | 13   | 11   | 10   | 9    | 11   |
| Počet domů     | 13   | 13   | 10   | 12   | 12   | 12   | 11   | 12   | 12   | 8    | 6    | 7    | 7    | 8    | 7    |

## Obecní správa
Při sčítání lidu v letech 1850–1896 Loučany byly osadou obce Klenová v okrese Klatovy. V letech 1897–1960 byly osadou obce Javor v okrese Klatovy. V letech 1961–1979 byly částí obce Týnec v okrese Klatovy. Od 1. ledna 1980 do 23. listopadu 1990 byly částí města Janovice nad Úhlavou v okrese Klatovy. Od 24. listopadu 1990 jsou opět částí obce Javor v okrese Klatovy.

## Pamětihodnosti
- Venkovská usedlost čp. 1

## Galerie

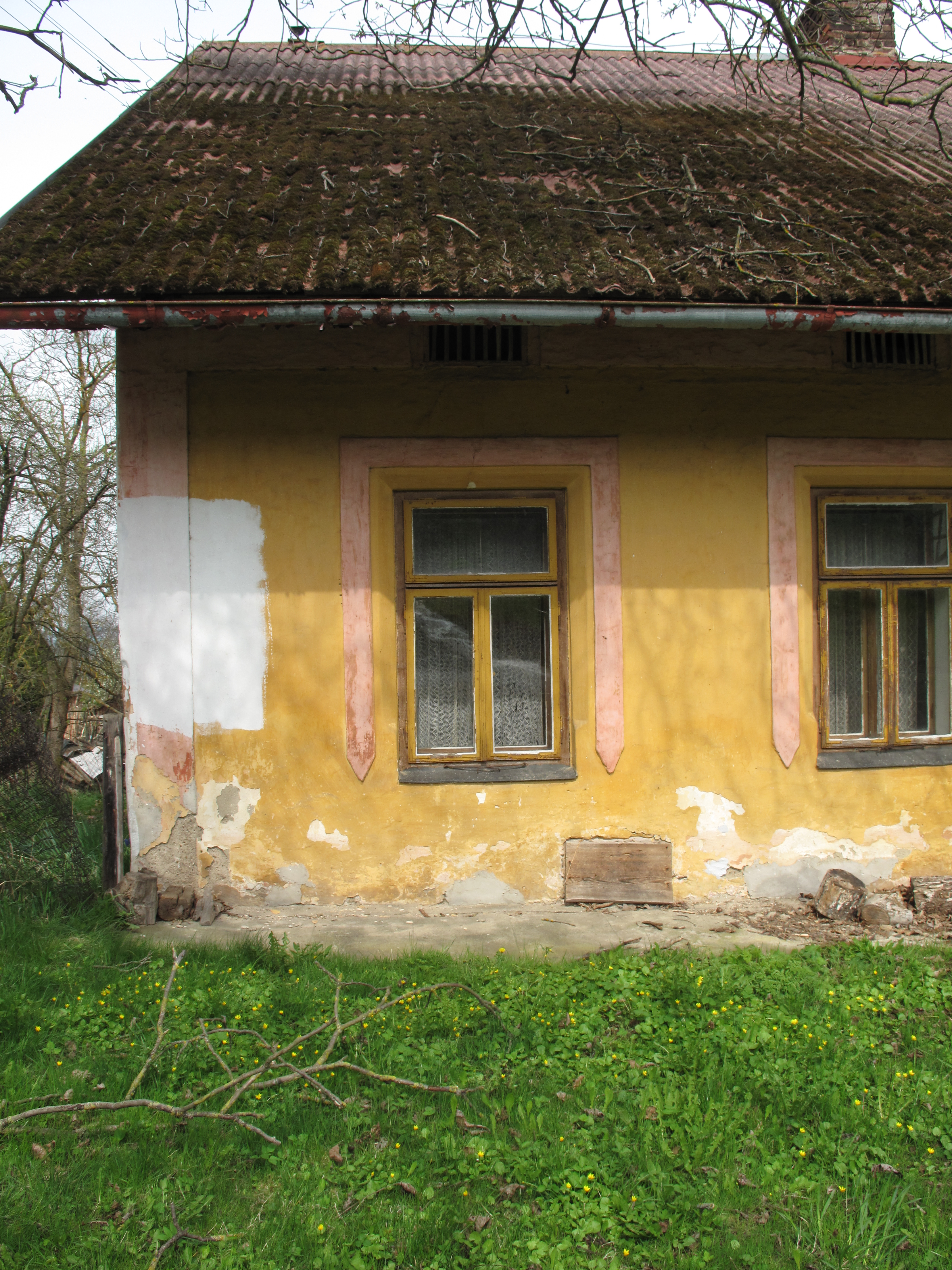
Okna jednoho z domů
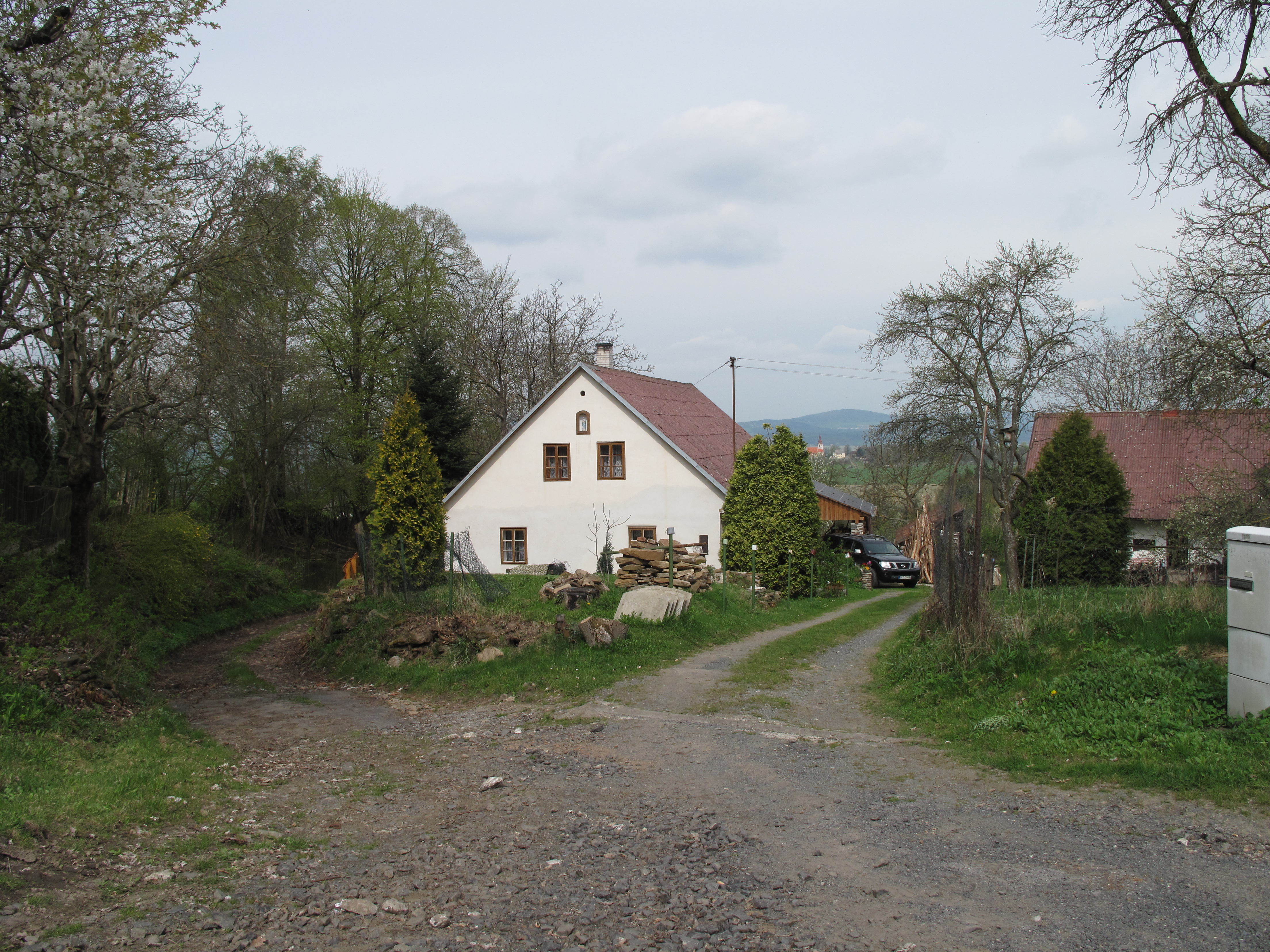
Rozcestí v obci
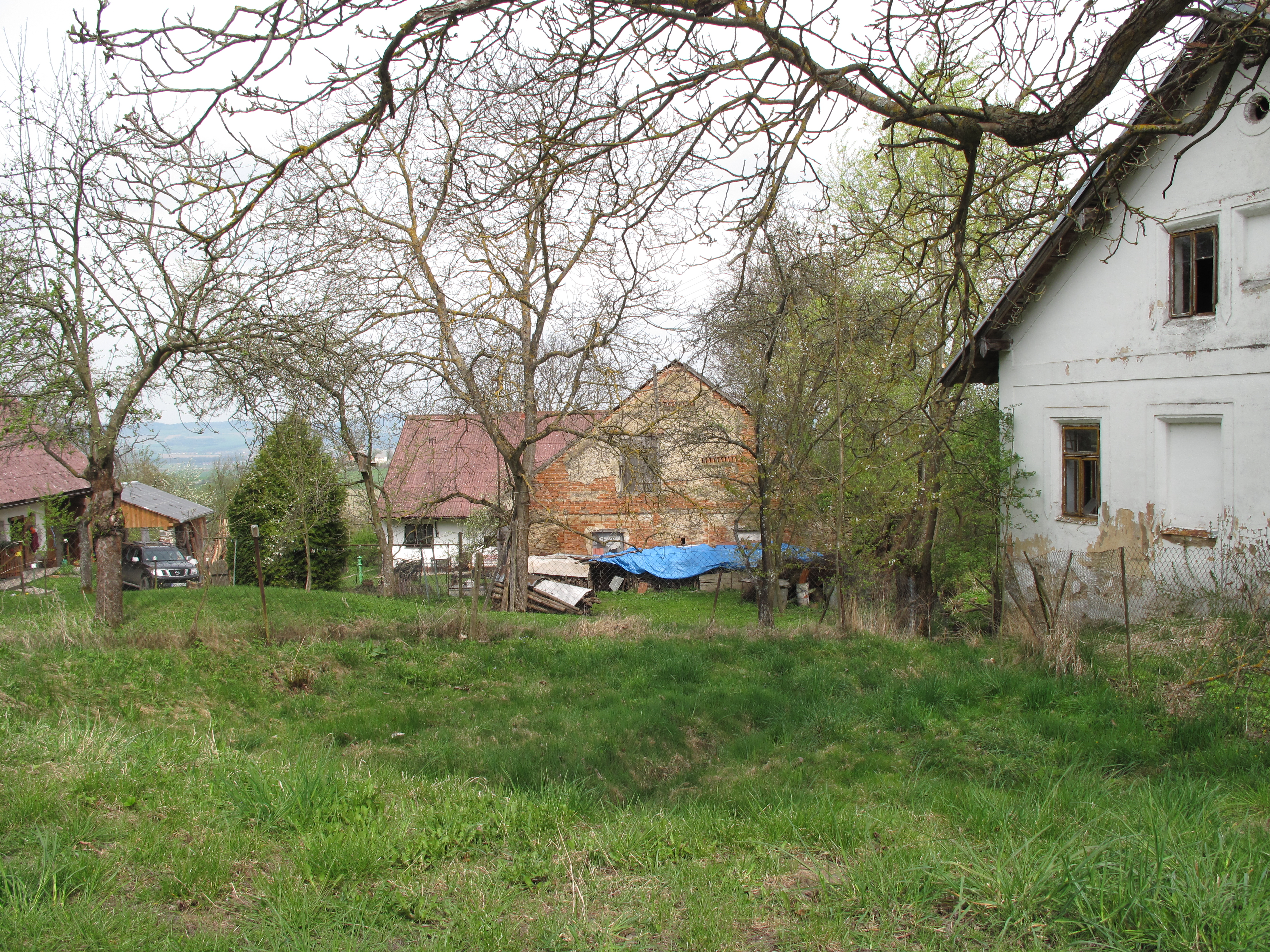
Zahrady